# Inga Kołodziej Gołaszewska
Inga Kołodziej Gołaszewska również jako Inga Kołodziej (ur. 10 lipca 1979) – polska judoczka, zawodniczka UKS Narew Łapy i Gwardii Warszawa występująca w kategorii 57 kg, trener Sławomir Smater.
Swój pierwszy sukces na arenie międzynarodowej odniosła zdobywając złoty medal na mistrzostwach Europy juniorów w roku 1997 w kategorii 56 kg.
Wielokrotna medalistka mistrzostw Polski:
- złota w latach: 2001[1], 2003[2], 2004[3], 2005[4], 2007[5],
- srebrna w latach: 2009[6],
- brązowa w latach: 1997[7], 1998[8], 1999[9], 2000[10], 2002[11], 2006[12].

Uczestniczka mistrzostw Europy w Bukareszcie (2004) i w Belgradzie (2007) oraz mistrzostw świata w roku 2005 podczas których zajmowała 7. miejsce w kategorii 57 kg. Wielokrotnie (7) stawała na podium w zawodach Pucharu Świata.